# Jūryō
Die Jūryō (jap. 十両) ist die zweite Liga im japanischen Sumō. Sie kommt nach der Makuuchi-Division, in der 42 Sumōtori kämpfen und vor der Makushita-Division, in der 120 Sumoringer kämpfen. Die Jūryō-Division selbst besteht immer aus 28 Rikishi. Die Makuuchi-Division und die Jūryō-Division bilden zusammen die Sekitori-Ränge. Kämpfer in den Sekitori-Rängen bekommen ein festes monatliches Gehalt vom Nihon Sumō Kyōkai (Japanischer Sumōverband) bezahlt, niederrangigere Sumōringer bekommen nur noch eine Art Taschengeld, welches um ein Vielfaches niedriger ist. Wenn ein ranghoher Jūryō (Kämpfer in der Jūryō-Division) ein Kachi-koshi (mehr Siege als Niederlagen in einem Turnier) erreicht, kann er in die Makuuchi-Division aufsteigen, schafft ein rangniederer Jūryō nur ein Make-koshi (mehr Niederlagen als Siege in einem Turnier), so läuft er Gefahr, in die Makushita-Division abzusteigen.
Zu den weiteren Privilegien eines Kämpfers ab der Jūryō-Division gehören unter anderem, dass ihm fortan ein Tsukebito („Gehilfe“) zur Seite gestellt wird, der für ihn viele wichtige Aufgaben im Alltag erledigt bzw. ihn dabei unterstützt. Außerdem dürfen Sekitori („Rikishi ab der Jūryō-Division“) einen weißen Leinen-Mawashi beim Training tragen sowie später zu diesem erscheinen. Sie dürfen eher essen als alle niedriger eingestuften Kämpfer, bekommen ein eigenes Zimmer, sofern sie keine eigene Wohnung haben und dürfen bei Regenwetter einen Schirm tragen sowie beim Dohyō-iri, der Ringeintrittszeremonie, teilnehmen. Dabei ist es ihnen erlaubt, einen sogenannten Keshō-Mawashi („Ziergürtel“) zu tragen. Sofern sein Haar eine genügende Länge erreicht hat, kann er von nun an einen O-icho-mage tragen statt des bisherigen Chonmage. Beim O-icho-mage werden die Haare wie in Form eines Ginkgo-Blattes frisiert. Der Chonmage ist viel einfacher gemacht und nicht so kunstvoll.